# Proales gonothyraeae
Proales gonothyraeae är en hjuldjursart som beskrevs av Adolf Remane 1929. Proales gonothyraeae ingår i släktet Proales och familjen Proalidae. Inga underarter finns listade i Catalogue of Life.